# ريتشارد هامينغ
كان ريتشارد ويزلي هامينغ (11 فبراير 1915 شيكاغو، إلينوي – 7 يناير 1998 مونتيري، كاليفورنيا) عالم رياضيات أمريكي، وكان لعمله العديد من الانعكاسات على هندسة الحاسوب والاتصالات. من إسهاماته: كود (أو رمز) هامينغ (الذي يستعين بمصفوفة هامينغ) ونافذة هامينغ وأرقام هامينغ ومسائل تعبئة الكرات (أو مجال هامينغ)، ومسافة هامينغ.
ولد هامينغ في شيكاغو والتحق بجامعة شيكاغو وجامعة نبراسكا وجامعة إلينوي في إربانا-شامبين، وكتب هناك أطروحة الدكتوراه خاصته تحت إشراف فالديمير تريجيتزينسكي (1901 – 1973). في أبريل عام 1945 انضم إلى مشروع مانهاتن في مختبر لوس ألاموس، حيث برمَجَ الآلات الحاسبة الميكانيكية التابعة لشركة آي بي إم والتي حسبت حل المعادلات التي قدمها فيزيائيو المشروع. ترك المشروع للانضمام إلى مختبرات بِل الهاتفية عام 1946. كان على مدار الأعوام الخمسة عشر التالية مشاركًا تقريبًا في كل الإنجازات البارزة في المختبرين.
بعد تقاعده من مختبرات بِل عام 1976، اتخذ هامينغ منصبًا في كلية الدراسات العليا البحرية في مونتيري، كاليفورنيا، عمل هناك كأستاذ مساعد ومحاضر أول في علم الحاسوب، وكرس نفسه للتعليم وتأليف الكتب. أعطى محاضرته الأخيرة في شهر ديسمبر عام 1997، قبل بضعة أسابيع من وفاته بسبب أزمة قلبية في 7 يناير عام 1998.

## مشروع مانهاتن
مع استمرار الحرب العالمية الثانية، غادر هامينغ لويسفيل في أبريل عام 1945 للعمل في مشروع مانهاتن في مختبر لوس ألاموس، في قسم هانز بيته، مبرمجًا آلات حاسبة ميكانيكية تابعة لشركة آي بي إم والتي حسبت الحلول لمعادلات قدمها علماء فيزياء المشروع. تبعته زوجته واندا بعد فترة قصيرة، واتخذت عملًا في لوس ألاموس كحاسب بشري، وتعمل لصالح بيته وإدوارد تيلر. ذكر هامينغ لاحقًا: 
أنه قبل الاختبار الحقلي الأول بوقت قصير (تدرك أنه لا يمكن إجراء اختبار صغير الحجم – إما أن يكون لديك كتلة حرجة أو لا يكون)، طلب مني رجل التحقق من بعض الحسابات التي أجراها، ووافقت، معتقدًا أن الأمر بسيط. حين سألت عما كان ذلك، قال، «إنها احتمالية أن اختبار القنابل سيشعل الكرة الأرضية كلها». عزمت على أن أتحقق من الأمر بنفسي! في اليوم التالي حين جاء من أجل الأجوبة علقت له بالقول، «كانت الحسابات صحيحة على ما يبدو لكني لا أعرف بشأن الصيغ الخاصة بالمقطع العرضي لالتقاط الأكسجين والنتروجين – على أي حال، يمكن ألا يكون هناك اختبارات في مستويات الطاقة المطلوبة». أجاب، كعالم فيزياء يتحدث مع عالم رياضيات، أنه أرادني أن أتحقق من الحسابات وليس الفيزياء، ورحل. قلت لنفسي، «ماذا الذي فعلته، هامينغ، أنت مشارك في المخاطرة بكل أشكال الحياة المعروفة في الكون، ولا تعرف الكثير عن جزء أساسي من الأمر؟» كنت أمشي جيئة وذهابًا في الممر حين سألني صديق عما كان يضايقني. أخبرته. كان رده، «لا تشغل بالك، هامينغ، لن يلومك أحد إطلاقًا».
بقي هامينغ في لوس ألاموس حتى عام 1946، لحين قبوله منصبًا في مختبرات بِل الهاتفية. من أجل رحلته إلى نيوجرسي، اشترى سيارة كلاوس فوكس القديمة. حين باعها لاحقًا قبل أسابيع من اكتشاف أن فوكس كان جاسوسًا، اعتبر مكتب التحقيقات الفدرالي أن التوقيت يثير الشك كفاية لاستجواب هامينغ. على الرغم من أن هامينغ وصف دوره في لوس ألاموس بكونه «حارس للحواسيب»، إلا أنه رأى محاكاة حاسوبية لاختبارات سيكون من المستحيل إجراؤها في مختبر. «وحين امتلكت الوقت للتفكير بها»، ذكر لاحقًا، «أدركت أنها تدل على أن العلم ذاهب نحو التغير».